# 津基夫希納
49°2′51″N 35°22′51″E / 49.04750°N 35.38083°E
津基夫什奇納（烏克蘭語：Зіньківщина）是位於烏克蘭東部的村莊，由哈爾科夫州别列斯京区的扎切皮利夫卡市鎮負責管轄。該村始建於1775年，面積1.05平方公里，海拔高度81米，2001年人口336，人口密度每平方公里321.5人。